# Arnaud Luzayadio
Arnaud Nathanaël Luzayadio Nkodi, beter bekend als Arnaud Luzayadio (19 juli 1999) is een Franse professionele voetballer van Frans-Congolese afkomst, die bij voorkeur speelt als rechtsback. In de zomer van 2021 verruilde hij US Orléans voor FC Emmen.

## Carrière

### Jeugd
Luzayadio begon in 2007 op zijn achtste met voetballen bij RSC Montreuil, waar hij vier jaar speelde. In 2011 verruilde hij Montreuil voor Paris FC, waar hij één jaar speelde voor hij de overstap maakte naar stadsgenoot Paris Saint-Germain. Hier speelde hij van 2012 tot 2019 bij de elftallen onder 17, onder 19 en het B-elftal.

### Orléans
In de zomer van 2019 verliet hij de academie van PSG voor Ligue 2-club US Orléans. Hier tekende hij een contract tot de zomer van 2022. Hij maakte zijn professionele debuut voor Orléans in een 1-0 verloren wedstrijd tegen FC Chambly op 2 augustus 2019. Dat seizoen speelde hij zes wedstrijden voor Orléans, maar het seizoen erop kwam hij helemaal niet in actie voor de Fransen.

### FC Emmen
Op 26 juli 2021 tekende hij een eenjarig contract bij FC Emmen. Op 6 augustus maakte hij zijn debuut in de seizoensouverture tegen Telstar. Hij was de vaste rechtsback van Emmen en kwam tot 30 wedstrijden dat seizoen, terwijl Emmen kampioen werd van de Eerste Divisie. Het seizoen erop werd hij voorbij gestreefd door Mohamed Bouchouari en zat hij in de eerste helft alleen maar op de bank.

## Clubstatistieken
| Seizoen | Club       | Competitie     | Competitie | Competitie | Beker | Beker | Internationaal | Internationaal | Totaal | Totaal |
| Seizoen | Club       | Competitie     | Wed.       | Dlp.       | Wed.  | Dlp.  | Wed.           | Dlp.           | Wed.   | Dlp.   |
| ------- | ---------- | -------------- | ---------- | ---------- | ----- | ----- | -------------- | -------------- | ------ | ------ |
| 2019/20 | US Orléans | Ligue 2        | 3          | 0          | 3     | 0     | —              | —              | 6      | 0      |
| 2020/21 | US Orléans | Ligue 2        | 0          | 0          | 0     | 0     | —              | —              | 0      | 0      |
| 2021/22 | FC Emmen   | Eerste Divisie | 30         | 0          | 1     | 0     | —              | —              | 30     | 0      |
| 2022/23 | FC Emmen   | Eredivisie     | 0          | 0          | 0     | 0     | —              | —              | 0      | 0      |
| Totaal  | Totaal     | Totaal         | 36         | 0          | 4     | 0     | 0              | 0              | 40     | 0      |

Bijgewerkt op 3 januari 2023.

## Erelijst

### FC Emmen
| Nationaal      |    |         |
| Eerste divisie | 1x | 2021/22 |

1 Hoekstra ·
2 Soares ·
3 Vos ·
4 Te Wierik  ·
5 Geypens ·
6 Mulder ·
7 Rhein ·
8 Bakir ·
10 Hawkins ·
11 Landu ·
12 Quispel ·
14 Van Manen ·
16 Ten Brinke ·
16 Norder ·
16 Wanki ·
17 Hekkert ·
18 Evina ·
20 Kade ·
21 Nunumete ·
22 Martin ·
23 Hammouti ·
24 Nsona ·
26 Wagner ·
27 Schouten ·
28 Jalving ·
34 Bolk ·
38 Unbehaun ·
46 Eduardo ·
Coach: Arts
· Assistent-coach: Hegeman
· Assistent-coach: Van der Linden
· Keeperstrainer: Sulmann